# Hortiboletus bubalinus
Bolet chamois, Bolet des parcs
Espèce
Statut de conservation UICN

 LC  : Préoccupation mineure
Hortiboletus bubalinus, le Bolet chamois, auparavant Xerocomus bubalinus, est une espèce de champignons (Fungi) basidiomycètes du genre Hortiboletus dans la famille des Boletaceae. Il est caractérisé par sa chair sous-cuticulaire rose et bleuissante au-dessus des tubes à la coupe, son chapeau plus pâle vers les bords, ainsi que son habitat souvent dans les jardins et autres zones herbeuses.

## Taxonomie
Le nom correct complet (avec auteur) de ce taxon est Hortiboletus bubalinus (Oolbekk. & Duin) L.Albert & Dima.
L'espèce a été initialement classée dans le genre Boletus sous le basionyme Boletus bubalinus Oolbekk. & Duin.

### Synonymes
Hortiboletus bubalinus a pour synonymes :
- Boletus bubalinus Oolbekk. & Duin
- Xerocomellus bubalinus (Oolbekk. & Duin) Mikšík
- Xerocomus bubalinus (Oolbekk. & Duin) Redeuilh

### Phylogénie
Décrit à l'origine en 1991 comme une espèce de Boletus, le champignon a été transféré dans le genre Xerocomus en 1993, puis dans le genre Hortiboletus par Bálint Dima en 2015.

### Noms vulgaires et vernaculaires
Ce taxon porte en français les noms vernaculaires ou normalisés suivants : Bolet chamois, Bolet des parcs.

## Description du sporophore

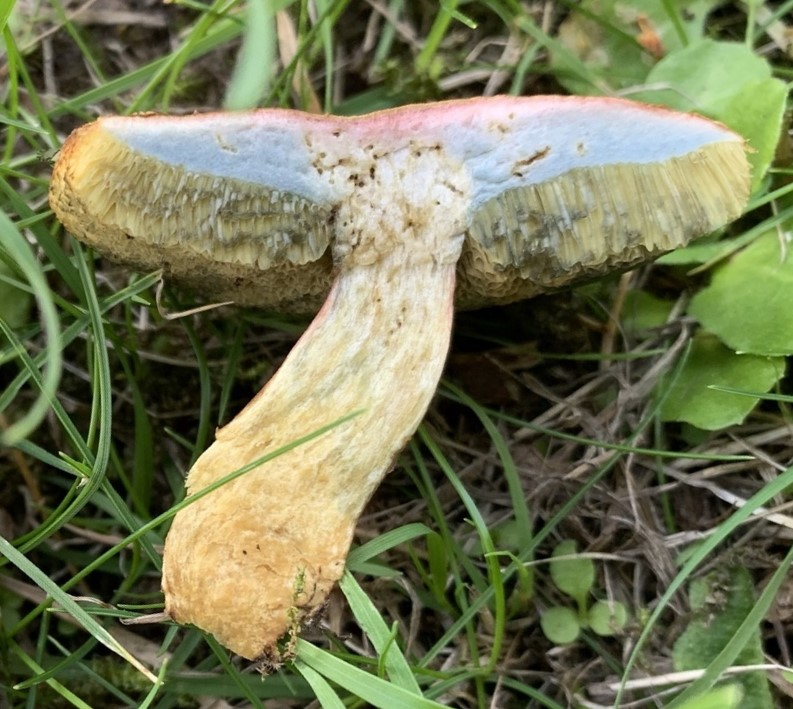
Coloration typique : rose sous cuticule et bleuissant au niveau du chapeau au-dessus des tubes.

Les bolets sont des champignons dont l'hyménophore, constitué de tubes et terminés par des pores, se sépare facilement de la chair du chapeau. Ce chapeau d'abord rond, recouvert d'une cuticule, devient convexe à mesure qu’il vieillit. Ils ont un pied (stipe) central assez épais et une chair compacte. Les caractéristiques morphologiques de H. bubalinus sont les suivantes :
Son chapeau est de couleur variable, de couleur brun-gris, brun, brun-rouge sombre à ochracé rougeâtre, mais parfois rougeâtre, ocre ou brun foncé, typiquement plus pâle vers les bords, de texture lisse ou parfois ridé, surtout jeune.
L'hyménophore présente des pores jaunes puis verdâtres, plus ou moins bleuissants au toucher. Les tubes sont concolores.
Son stipe est jaune, jaunâtre, jaune pâle à crème, fréquemment rayé ou teinté de rouge, partiellement, parfois entièrement, mais parfois aussi faiblement ou même pas du tout. Il est aminci à la base, assez souvent avec une protubérance radicante à son extrême. Il peut être élancé, fusiforme, clavé, trapu ou même obèse.
La chair est à la coupe typiquement rose sous la cuticule, bleuissante au-dessus des tubes et généralement aussi au sommet du stipe, immédiatement ou après 5 minutes, parfois bleue sur toute la longueur. Ce bleu surmonté de rose au niveau du chapeau à la coupe faisant penser à un crépuscule sur mer est le critère d'identification principal de cette espèce. Il peut exceptionnellement présenter des picotements orange à sa base comme H. engelii. Son mycélium basal est de couleur jaune, la saveur de sa chair est douce et son odeur est non-distinctive.

### Caractéristiques microscopiques
Ses spores mesurent 12-14 x 4,5-5 µm.

## Galerie

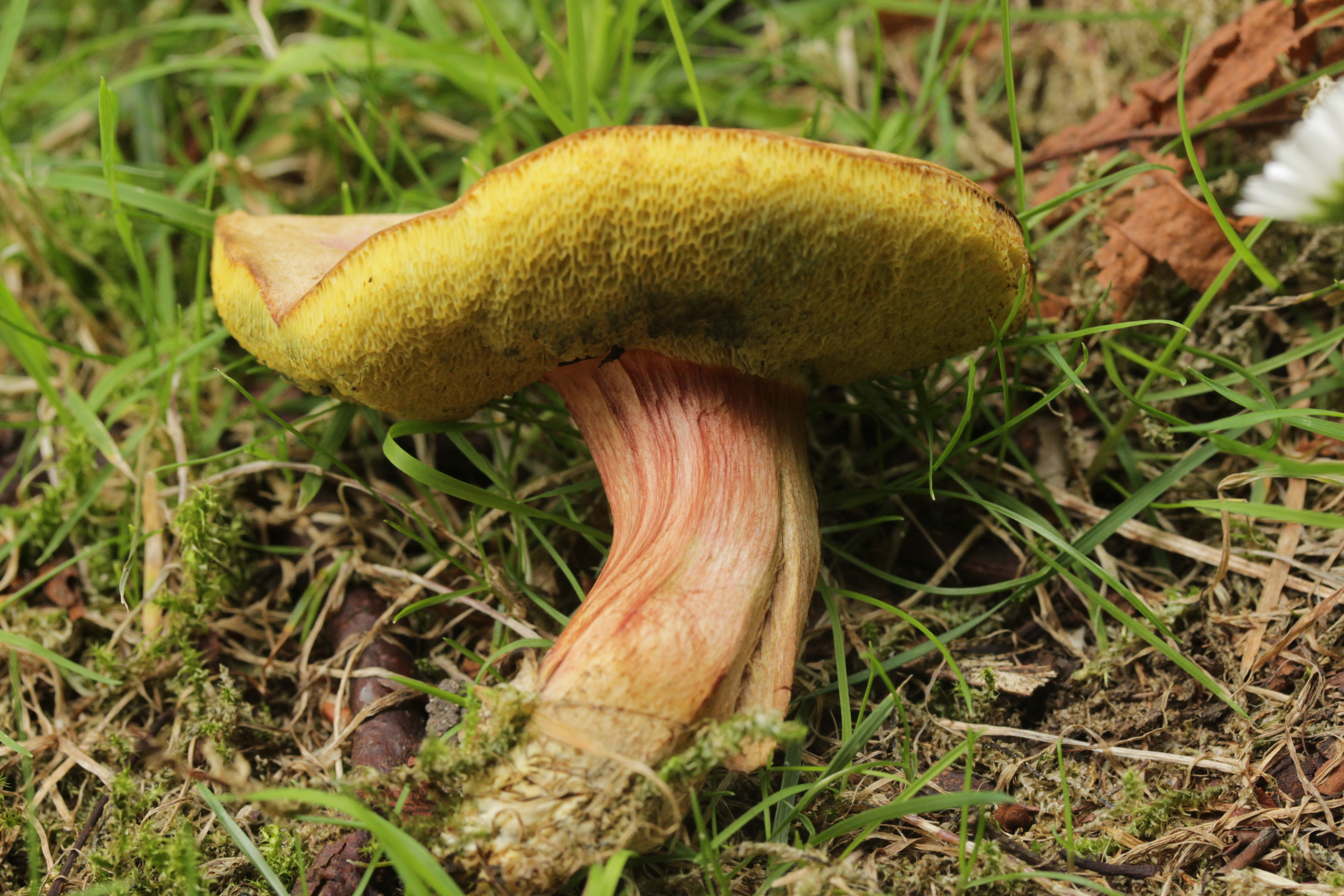
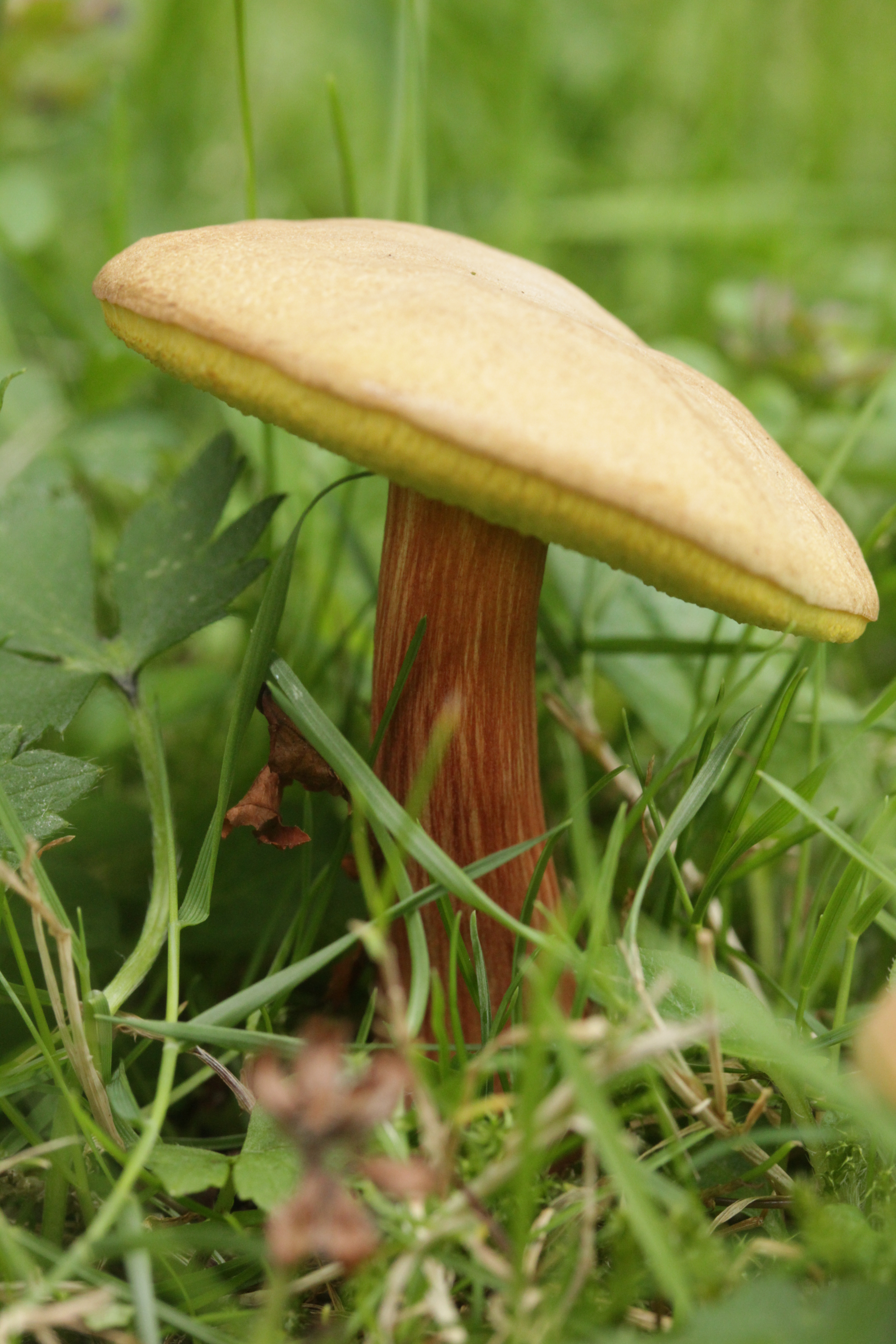
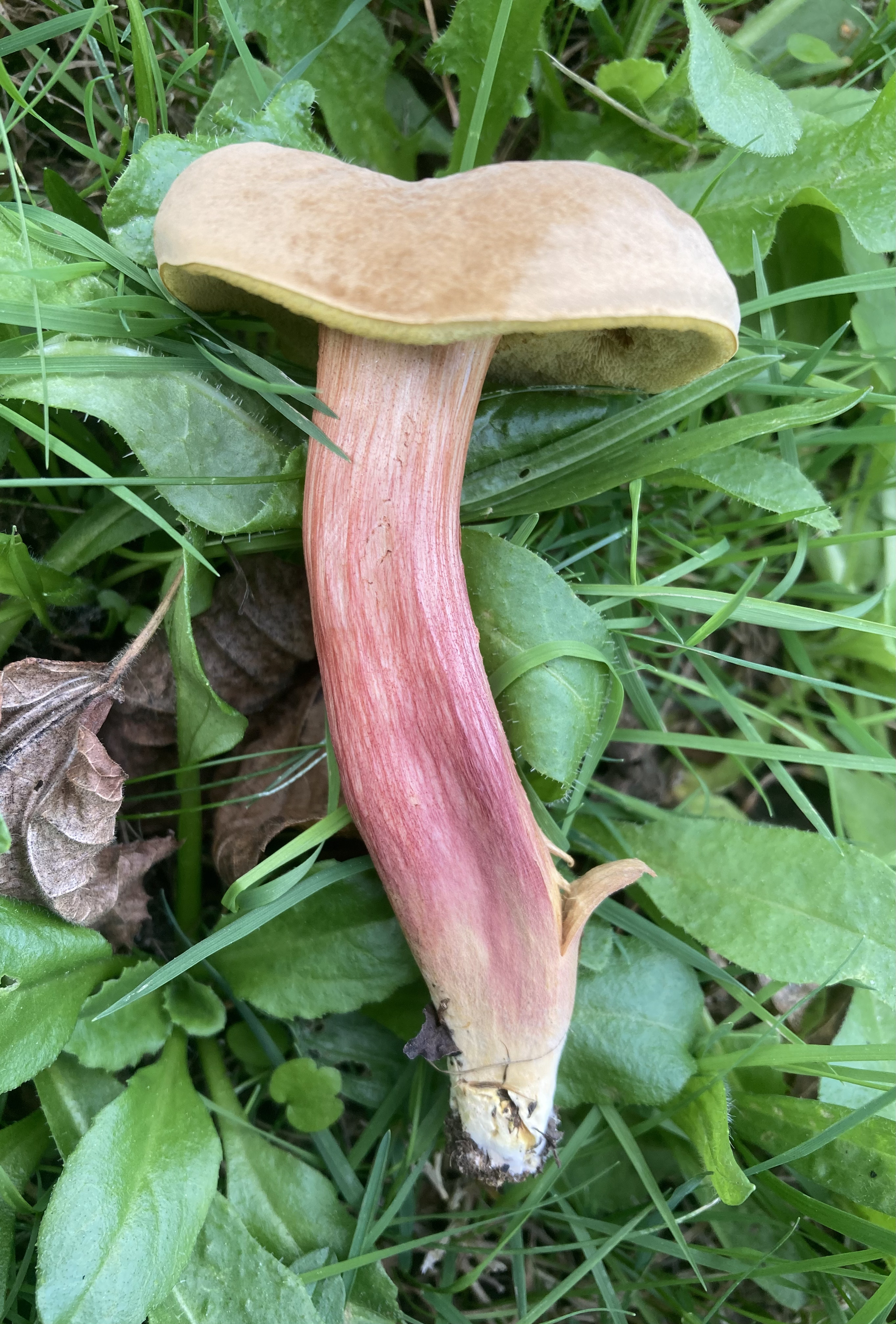
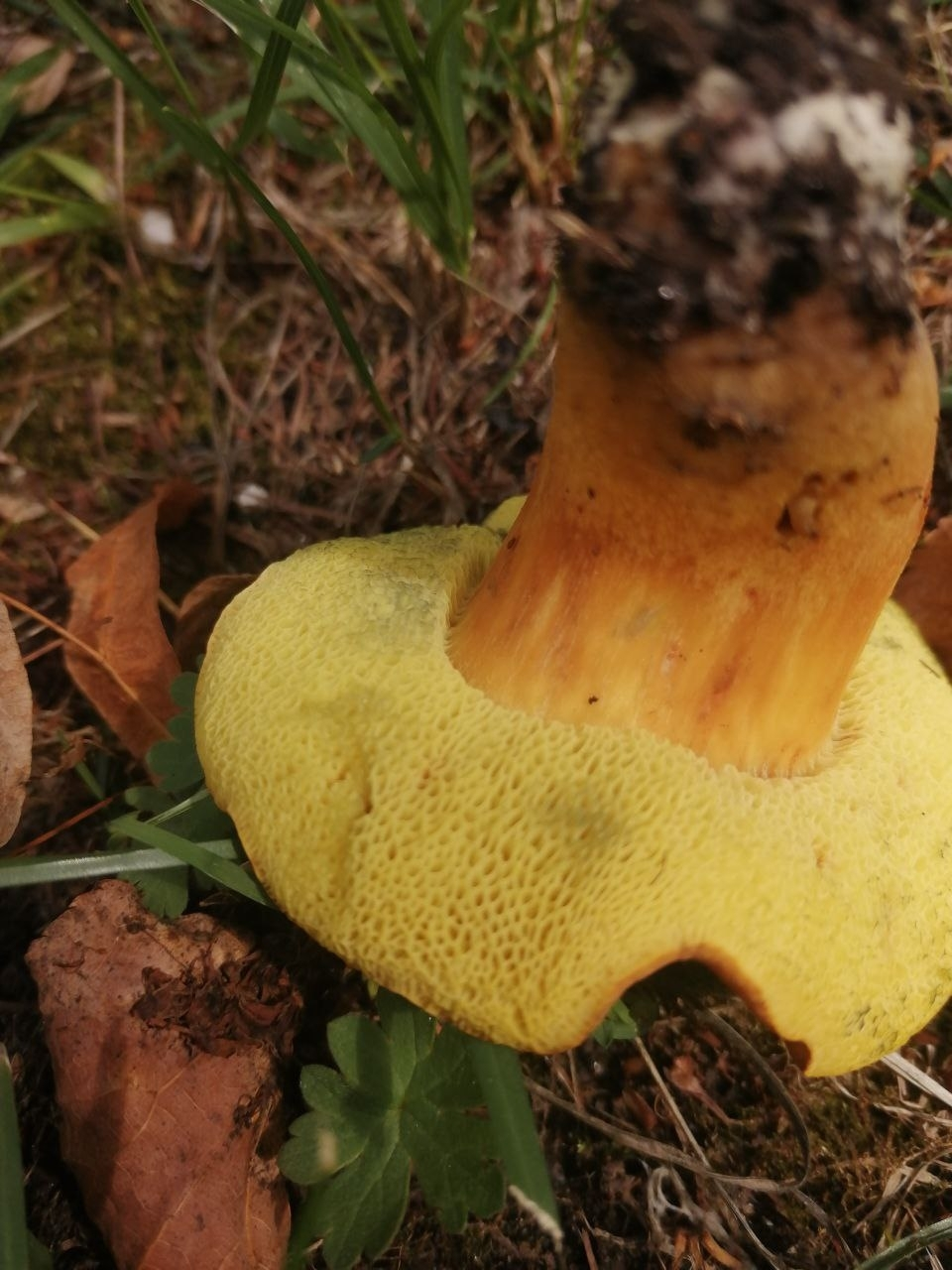
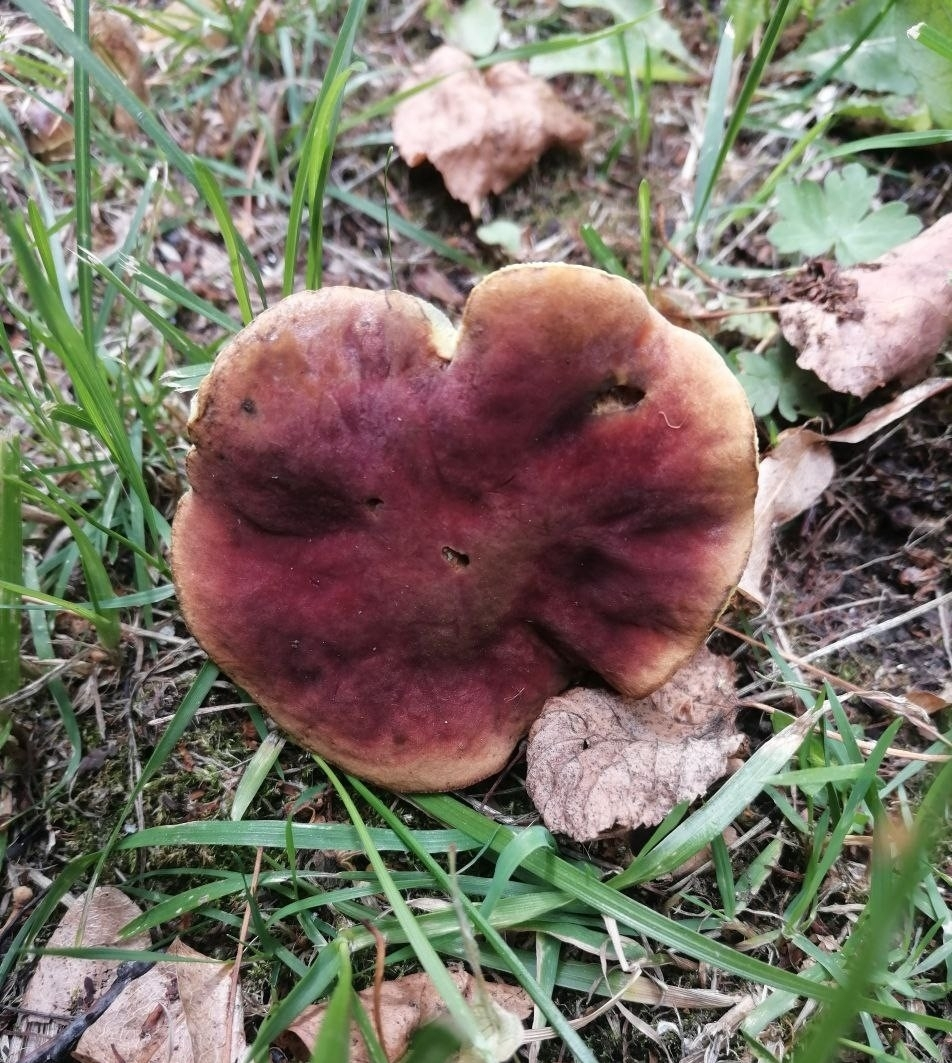
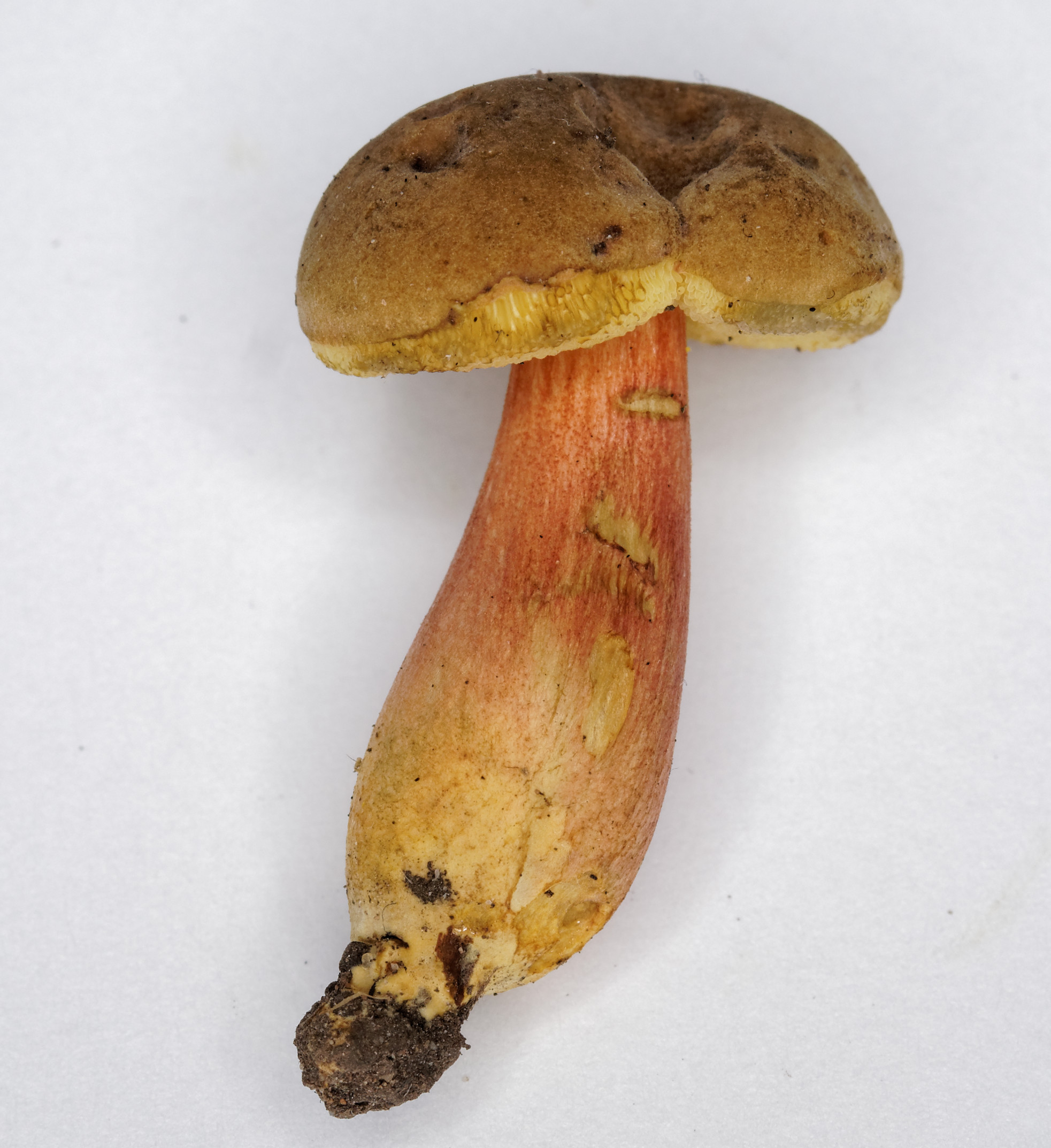
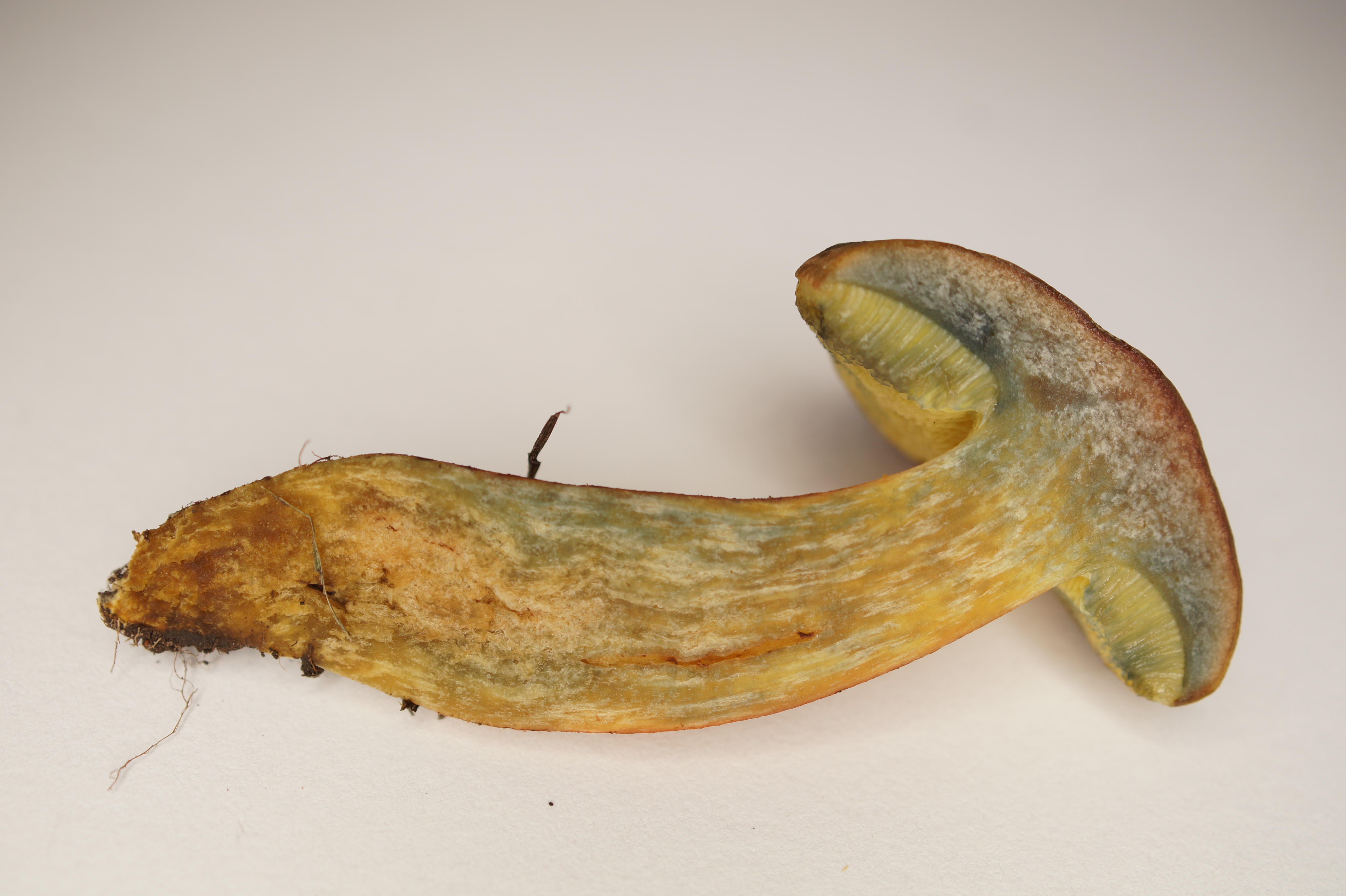
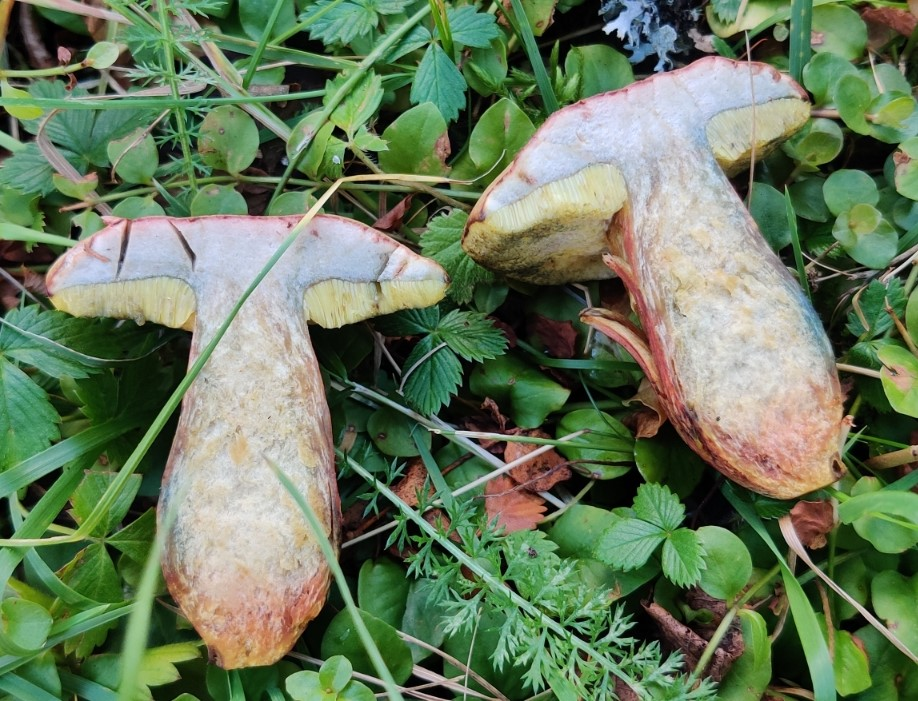
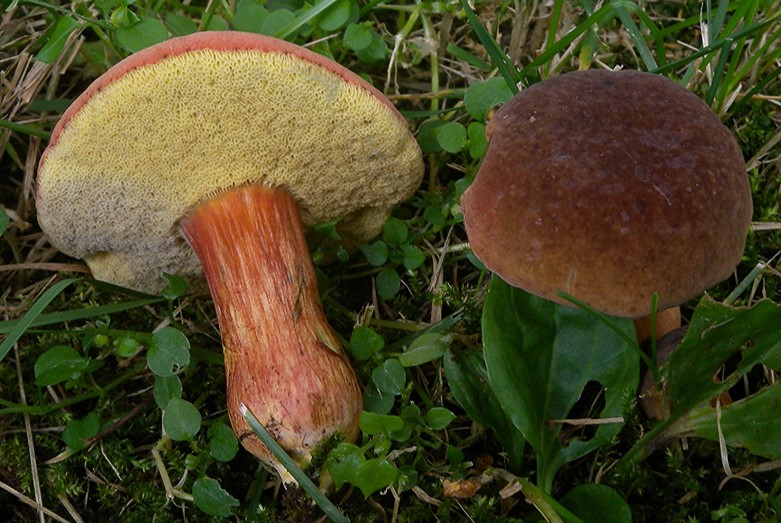
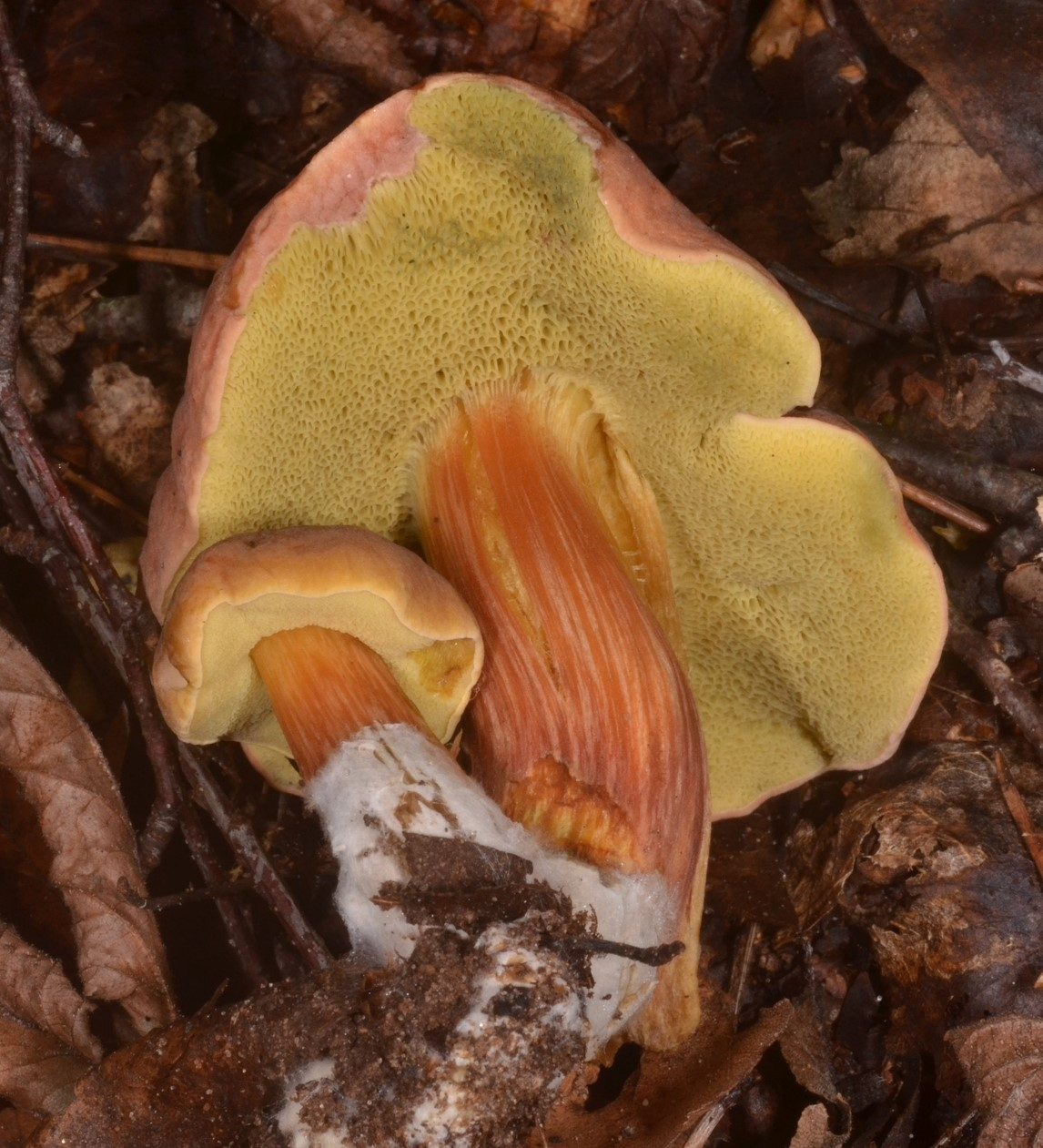
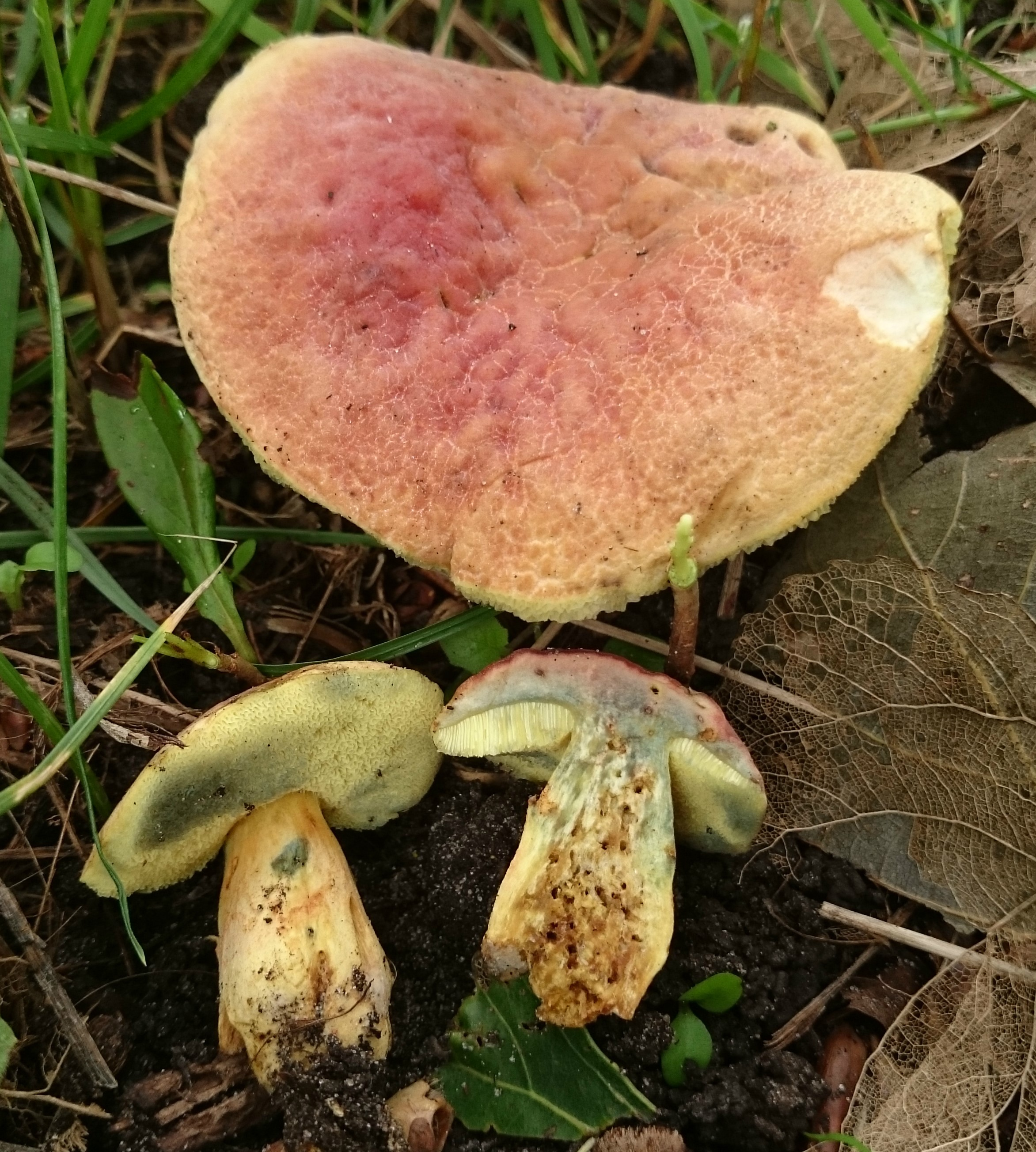
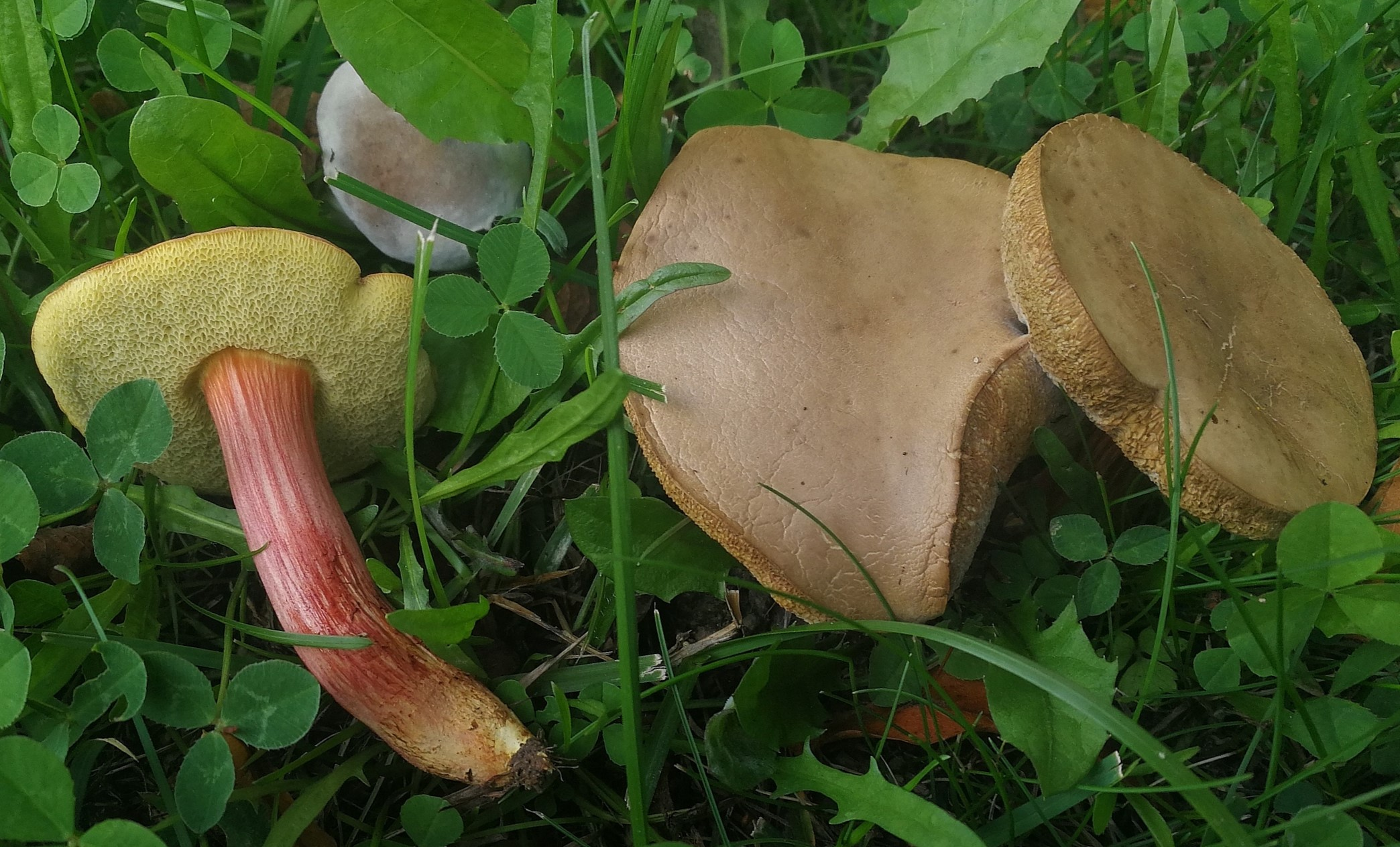
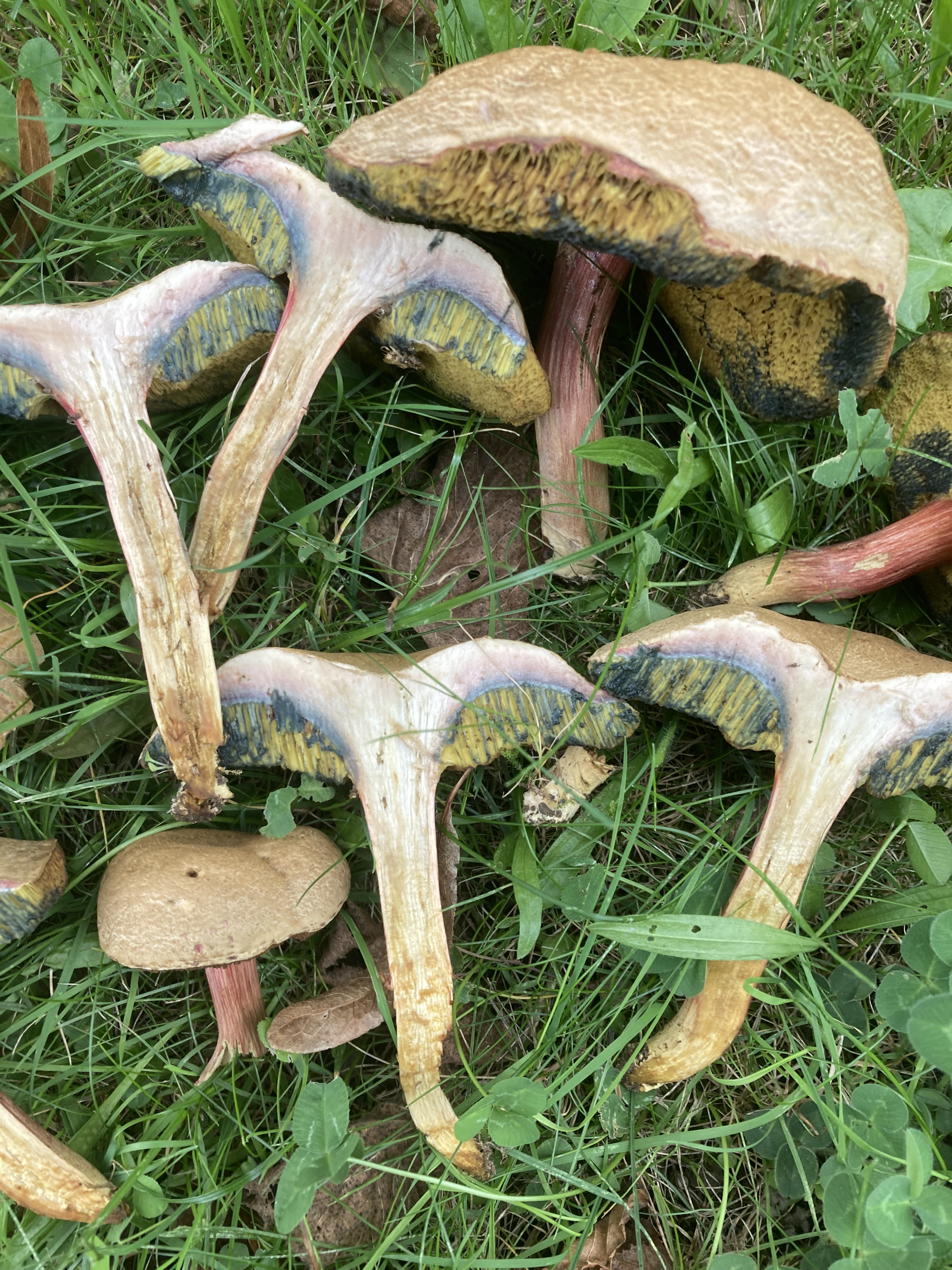
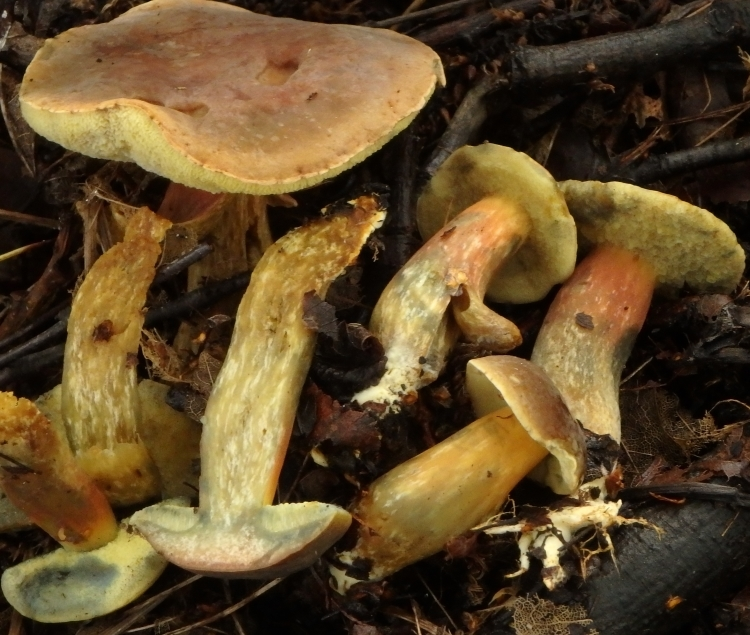
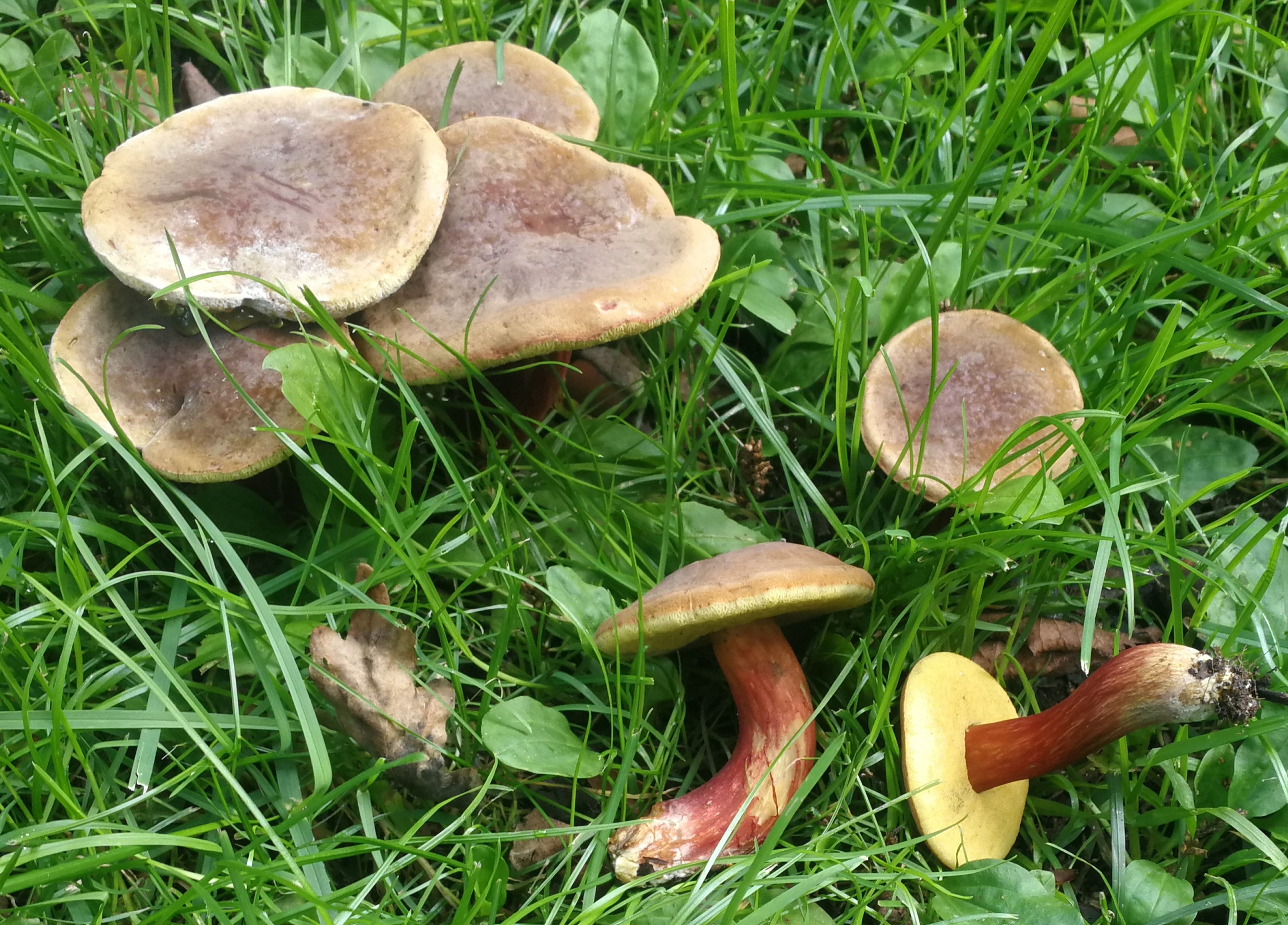
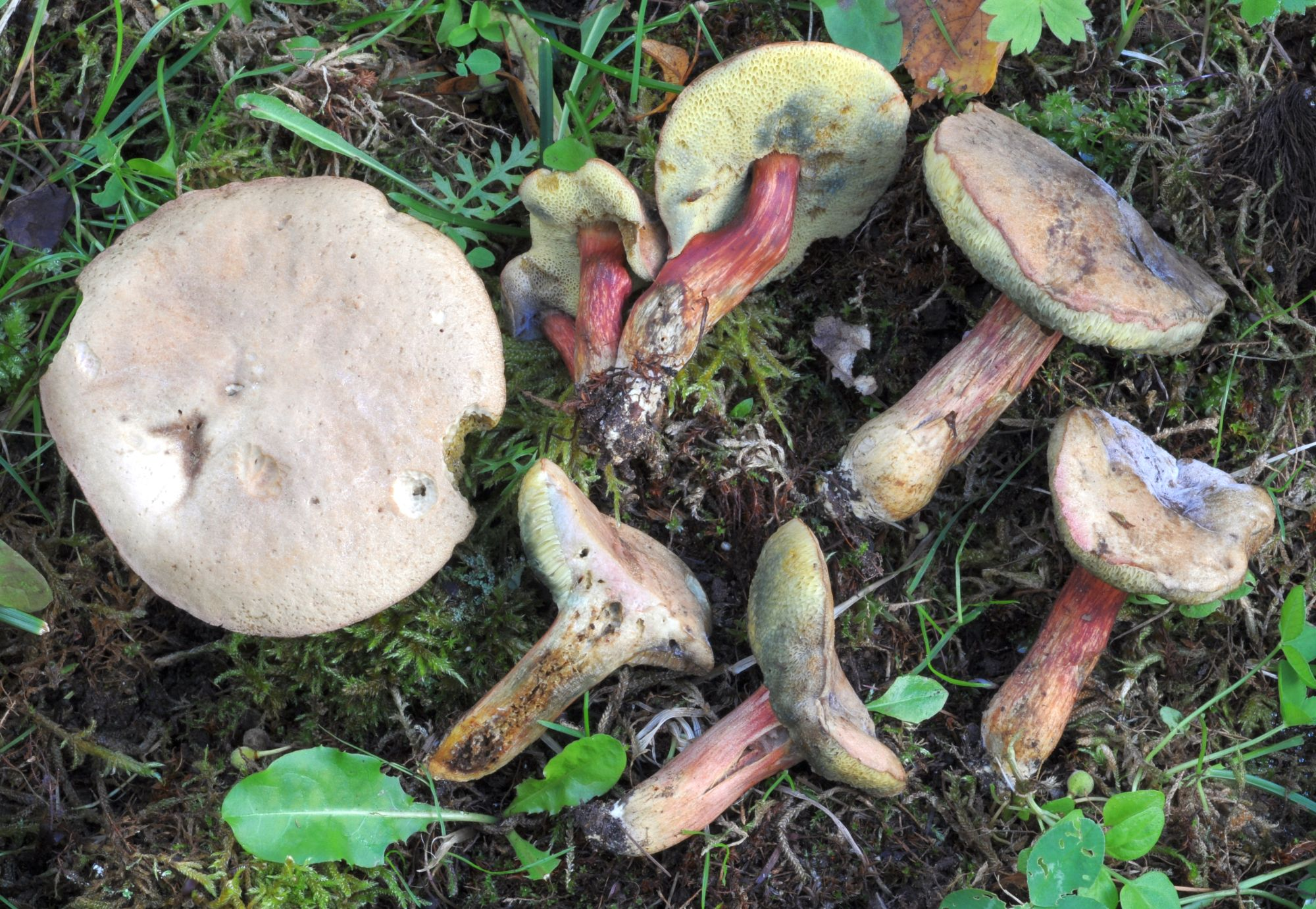
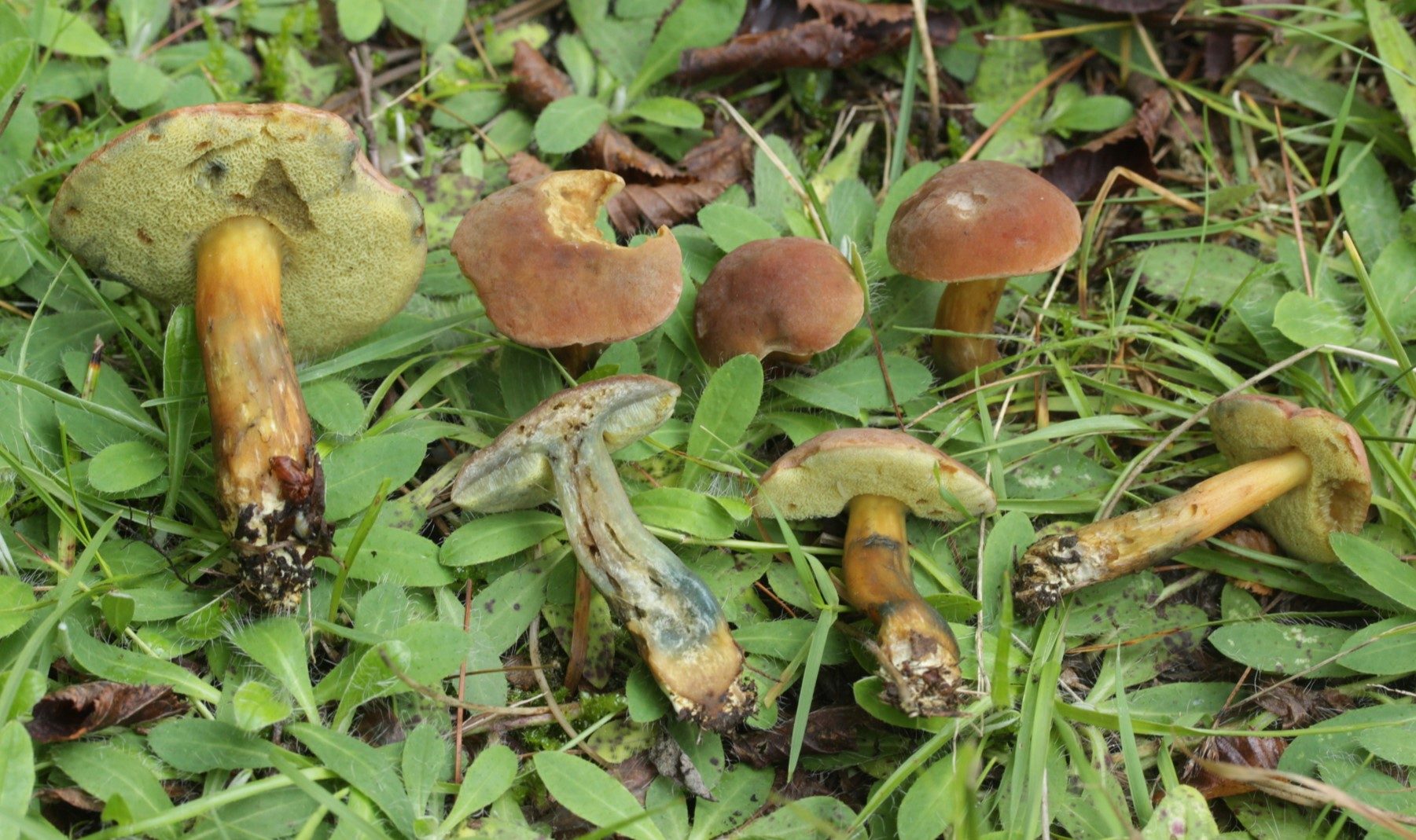

## Habitat et distribution
Il s'agit un champignon ectomycorhizien, venant surtout sous peupliers, tilleuls et bouleaux, surtout dans les milieux ouverts comme les parcs, les pelouses, les jardins et les clairières, en Europe,.

## Comestibilité
Comme tous les Xerocomus au sens large, c'est une espèce d'intérêt culinaire donné comme moyen de par sa saveur peu prononcée. Elle est comestible après cuisson, de préférence en retirant le pied et en privilégiant les jeunes spécimens fermes dont les tubes ne sont pas très développés. Cette espèce, venant souvent dans les jardins et les parcs, doit éviter d'être consommée si le milieu de récolte est trop urbain, les sporophores absorbants les polluants et les métaux lourds du sol. De par difficulté d'identification et sa rareté, il ne fait état d'aucune consommation traditionnelle ou occasionnelle notable connue, il peut être considéré comme sans intérêt alimentaire .

## Confusions possibles
Concernant ses confusions possibles, H. bubalinus est à comparer avec les espèces suivantes :
- Le Bolet commun (Hortiboletus engelii), présentant des picotements rouge orangé au niveau du bout du pied à la coupe, pas de chair sous-cuticulaire rose et un mycélium basal blanchâtre. Comestible.
- Le Bolet blanc rosé (Pulchroboletus roseoalbidus), méditerranéen et rare, au chapeau aux teintes rosées, présentant également du bleu et du rose à la coupe. Sans intérêt alimentaire.
- Le Bolet à chair jaune (Xerocomellus chrysenteron), qui vient plutôt en forêt et ne bleuit/rosit pas à la coupe. Comestible.